# Clervaux
Clervaux (franska) (luxemburgiska: Klierf lyssna (fil), tyska: Clerf) är en ort i kantonen Clervaux i norra Luxemburg. Den är huvudort i såväl kantonen som kommunen med samma namn och ligger vid floden Clerve, cirka 50 kilometer norr om staden Luxemburg. Orten har 1 485 invånare (2022).